# Olgastraße
Die Olgastraße (norwegisch Olgastretet) ist eine Meerenge im Spitzbergen-Archipel zwischen den Inseln Edgeøya und Barentsøya im Westen sowie Svenskøya, der westlichsten Insel König-Karl-Lands, im Osten. Sie verbindet die offene Barentssee mit der Erik Eriksenstretet im Nordosten und der Hinlopenstraße im Nordwesten. Über den Freemansund ist sie im Westen mit dem Storfjord verbunden. Die nördliche Begrenzung der Olgastraße ist durch eine Linie zwischen Arnesenodden auf Svenskøya und Kap Bessels auf Barentsøya definiert, die südwestliche Begrenzung durch die gedachte Linie zwischen Kap Hammerfest auf Svenskøya und Kap Melchers auf Edgeøya.
Die Olgastraße ist 90 km breit und bis zu 100 km lang. Die größte Tiefe erreicht sie an ihrem südöstlichen Ausgang mit rund 250 m.
Ihren Namen erhielt die Meerenge zu Ehren von Olga Nikolajewna Romanowa, Tochter des russischen Zaren Nikolaus I. und Königin von Württemberg. Er erscheint erstmals auf August Petermanns Karte Ostspitzbergens von 1871, die dieser gemäß den Angaben Theodor von Heuglins nach dessen Reise von 1870 zeichnete.